# Jalla
Genre
Jalla est un genre d'insectes hétéroptères, des punaises de la famille des Pentatomidae, sous-famille des Asopinae.

## Systématique
Le genre Jalla a été décrit pour la première fois par le zoologiste allemand Carl Wilhelm Hahn en 1832.

### Publication originale
- Publication originale : (de) Carl Wilhelm Hahn, Die wanzenartigen Insecten : Getreu nach der Natur abgebildet und beschrieben, vol. 1, Zeh´sche Buchhandlung (Nürnberg), 1832, 142 p. (lire en ligne), p. 100.

### Liste des espèces
- Jalla dumosa (Linnaeus, 1758)
- Jalla subcalcarata Jakovlev, 1885
- Jalla subdilatata Reuter, 1900